# Matthew Knight
Matthew Knight (Mount Albert, 16 de Fevereiro de 1994) é um ator canadense.
Começou a carreira cedo, aos 4 anos. Nasceu no Canadá, mas por um curto tempo de 2008 morou em Los Angeles, depois voltou para o Canadá e agora está morando em Los Angeles novamente.   

## Filmografia

### Filmes
| Ano  | Título                        | Papel             | Notas          |
| ---- | ----------------------------- | ----------------- | -------------- |
| 2003 | Big Spender                   | Will Burton       | Telefilme      |
| 2004 | Peep                          | Harry             | Curta-metragem |
| 2005 | The Greatest Game Ever Played | Francis Ouimet    |                |
| 2005 | Cheaper by the Dozen 2        | Criança do cinema |                |
| 2006 | For the Love of a Child       | Jacob Fletcher    | Telefilme      |
| 2006 | Skinwalkers                   | Timothy Talbot    |                |
| 2006 | The Grudge2                   | Jake Kimble       |                |
| 2006 | Intimate Stranger             | Justin Reese      | Telefilme      |
| 2006 | Candles on Bay Street         | Trooper           | Telefilme      |
| 2007 | All the Good Ones Are Married | Luke Gold         | Telefilme      |
| 2007 | Christmas in Wonderland       | Brian Saunders    |                |
| 2008 | Finn on the Fly               | Ben Soledad       |                |
| 2008 | The Good Witch                | Brandon Russell   | Telefilme      |
| 2009 | The Good Witch's Garden       | Brandon Russell   | Telefilme      |
| 2009 | Gooby                         | Willy             |                |
| 2009 | The Grudge 3                  | Jake Kimble       |                |
| 2010 | My Babysitter's a Vampire     | Ethan Morgan      | Telefilme      |
| 2010 | The Good Witch's Gift         | Brandon Russell   | Telefilme      |
| 2010 | A Heartland Christmas         | Sam Hawke         | Telefilme      |
| 2011 | The Good Witch's Family       | Brandon Russell   | Telefilme      |
| 2012 | The Good Witch's Charm        | Brandon Russell   | Telefilme      |
| 2013 | The Good Witch's Destiny      | Brandon Russell   | Telefilme      |
| 2014 | Skating to New York           | Jimmy Mundell     |                |
| 2014 | The Good Witch's Wonder       | Brandon Russell   | Telefilme      |

### Televisão
| Ano  | Título                         | Papel          | Notas                                   |
| ---- | ------------------------------ | -------------- | --------------------------------------- |
| 2002 | Queer as Folk                  | Peter          | 1 episódio                              |
| 2003 | Missing                        | Peter Melnyk   | Episódio: "Victoria"                    |
| 2004 | Peep and the Big Wide World    | Gato Tom (voz) | Episódios desconhecidos                 |
| 2005 | Kojak                          | Paulie Wagner  | Episódios: "Hitman", "Kind of Blue"     |
| 2006 | Skyland                        | Spencer        | Episódio: "The Secret Power"            |
| 2007 | Super Why!                     | Humpty Dumpty  | Episódio: "Humpty Dumpty"               |
| 2007 | The Dresden Files              | Harry Dresden  | 3 episódios (2007-2008)                 |
| 2009 | Cartoon Gene                   | Gene           | Episódios desconhecidos                 |
| 2009 | Flashpoint                     | Isaac          | Episódio: "The Farm"                    |
| 2010 | Heartland                      | Sam Hawke      | Episódio: "A Heartland Christmas"       |
| 2011 | R.L. Stine's The Haunting Hour | Greg           | Episódio: "Alien Candy"                 |
| 2011 | My Babysitter's a Vampire      | Ethan Morgan   | Protagonista - 26 episódios (2011-2012) |
| 2013 | R.L. Stine's The Haunting Hour | Jeremy         | Episódio: "Checking Out"                |
| 2013 | Magic City                     | Big Clyde      | Episódio: "The Sins of the Father"      |

## Prêmios e indicações
| Ano  | Prêmio             | Categoria                                                                                           | Trabalho                | Resultado |
| ---- | ------------------ | --------------------------------------------------------------------------------------------------- | ----------------------- | --------- |
| 2007 | Young Artist Award | Melhor Performance em um filme de TV, Minissérie ou Especial (Comédia ou Drama) - Melhor Ator Jovem | Candles on Bay Street   | Venceu    |
| 2009 | Young Artist Award | Melhor Performance em um filme em DVD                                                               | Christmas in Wonderland | Indicado  |
| 2009 | Young Artist Award | Melhor Performance em um filme de TV, Minissérie ou Especial - Ator Coadjuvante Jovem               | The Good Witch          | Indicado  |
| 2010 | Young Artist Award | Melhor Performance em um filme de TV, Minissérie ou Especial - Ator Coadjuvante Jovem               | The Good Witch's Gift   | Indicado  |
| 2010 | Young Artist Award | Melhor Performance em um filme em DVD                                                               | Gooby                   | Venceu    |